# Oasi di Porto (Fiumicino)

## La storia
Nel 42 d.C., l’imperatore Claudio fece costruire, a nord della foce del Tevere, un grande porto per porre una soluzione definitiva all'insabbiamento dello scalo fluviale di Ostia, reso via via inutilizzabile dall'avanzamento della costa.
Il porto di Claudio venne strategicamente costruito per avere un doppio sbocco: uno sul mare e uno sul fiume.
Questo assetto consentiva di prendere le merci trasportate sulle imbarcazioni arrivate dal mare e di caricarle su navi specifiche per la navigazione delle acque fluviali, così da raggiungere in minor tempo il centro della capitale.
Nel 64 d.C., sotto l’impero di Nerone, i lavori di costruzione del porto vennero terminati.
Ad opera ultimata, il bacino portuale si estendeva per circa 150 ettari e godeva della presenza di un grande faro a più piani.
Con il passare del tempo, il grave problema dell’insabbiamento rese impossibile l’uso anche di questa infrastruttura, tanto da rendere necessaria la costruzione di un ulteriore porto.
L’imperatore Traiano, da cui prese il nome il nuovo scalo portuale, riutilizzò le banchine e il faro presenti già nella vecchia struttura, rendendo la nuova ancora più imponente.
La novità principale dell’architettura del nuovo porto consisteva nella costruzione di un bacino a forma esagonale di 33 ettari che moltiplicava il numero dei possibili attracchi delle navi provenienti dal mare.
In pochissimo tempo, il porto di Traiano acquistò una grande importanza dal punto di vista commerciale, tanto da determinare la costruzione, attorno ad esso, di grandi magazzini per lo stoccaggio delle merci, i Magazzini Traianei e quelli Severiani, del Palazzo Imperiale, un sontuoso edificio di rappresentanza che ospitava viaggiatori di alto rango, e di un centro abitato, divenuto ufficialmente città nel 314 d.C. con il nome di Portus Romae.
Tra IV e V secolo, a causa delle continue minacce provenienti dalle invasioni barbariche, attorno al porto vennero fatte costruire delle mura, per impedire ai nemici, risalendo il Tevere, un accesso diretto alla capitale.
Questo stato di emergenza influenzò anche il modo di spostamento delle merci che, senza sostare nei magazzini del porto, venivano trasferite direttamente sulle navi fluviali.
Questo abbandono progressivo dei luoghi portuali, affiancato dal problema dell’avanzamento della costa, portò ad un decadimento dell’intera infrastruttura che subì, a causa della scarsa manutenzione, un lento impaludamento.
Tutto l'ambiente venne poi definito insalubre a causa della presenza della malaria.
La zona fu bonificata solo nel XIX secolo, quando divenne proprietà del Principe Alessandro Torlonia.

## L’Oasi di Porto oggi
Il porto di Traiano oggi ha una grande valenza non solo storica e archeologica ma anche ambientale: si possono ammirare le rovine dei magazzini e delle strutture di stoccaggio delle merci, così come si può osservare il bacino esagonale di 33 ettari, ormai un lago artificiale, alimentato dalle acque del Tevere, divenuto oasi accogliente per centinaia di specie di animali e di piante.
Finora sono state individuate oltre 130 specie di uccelli migratori come anatre, cavalieri d'Italia (Himantopus himantopus), svassi (Podiceps nigricollis, Podiceps cristatus), aironi cenerini, cormorani, folaghe (Fulica), gabbiani, rondini di mare e tuffetti (Tachybaptus ruficollis).
Anche la fauna ittica è molto ricca. Le acque del lago sono abitate da pesci persico, storioni (Acipenser sturio), lucci (Esox lucius), anguille, cefali, pesci gatto, e carpe.
In alcuni momenti è possibile avvistare una piccola colonia di daini.
Per quanto riguarda la flora, invece, troviamo platani, pini, frassini e lecci.
La grande opera di bonifica effettuata nel 1800 ci ha lasciato in eredità, inoltre, grandi piantagioni di eucalipti: Eucalyptus globulus, Eucalyptus camaldulensis.
All’intero dell’Oasi vi è anche una piccola zona chiamata “Giardino delle farfalle”, che deve il suo nome ai numerosi arbusti che lo compongono e che con i loro colori e i loro profumi attirano numerose specie di farfalle.